# Podvysoká
Podvysoká (hongarès: Határújfalu) és un poble i municipi d'Eslovàquia que es troba a la regió de Žilina, al centre-nord del país. El 2017 tenia 1.339 habitants.

## Demografia
| Godina             | 1994 | 2004    | 2014   | 2024   |
| ------------------ | ---- | ------- | ------ | ------ |
| Nombre de persones | 1095 | 1213    | 1326   | 1347   |
| Diferència         |      | +10,77% | +9,31% | +1,58% |

| Godina             | 2023 | 2024   |
| ------------------ | ---- | ------ |
| Nombre de persones | 1359 | 1347   |
| Diferència         |      | −0,88% |